# Яненко Микола Георгійович
Микола Георгійович Яненко (нар. 1897 — пом. 1950, Мюнхен, ФРН) — оберст-лейтенант (підполковник) Збройних Сил Комітету визволення народів Росії, офіцер Російської армії, командир 1-го східного запасного полку «Центр».

## Життєпис
Закінчив Єлисаветградське кавалерійське училище у 1916 році в званні прапорщика. У 1918 році в складі 2-го ескадрону Кримського кадрового полку Південної армії Добровольча армія.
З 1922 року на еміграції у Королівстві Сербів, Хорватів і Словенців та Королівстві Югославія. Закінчив технічний факультет Бєлградського університету, був членом Спілки російських студентів. Служив в Королівській армії Югославії. У квітні 1941 року потрапив у німецький полон. Утримувався в таборі військовополонених у місті Оснабрюк. 1 травня 1942 року звільнений з полону і цього ж місяця прибув в Бобруйськ, де був призначений на посаду командира 1-го східного запасного полку «Центр» в складі Східних військ Вермахту. 
У 1942-1943 успішно провів ряд успішних антипартизанських операцій. Після розформування полку та відправки батальйонів на оборону Атлантичного валу до Франції, був призначений начальником відділу пропаганди в добровольчих частинах РОА при штабі 7-ї армії Вермахту в Ле-Мані, Франція. Командував окремими збірними добровольчими частинами після 6 червня 1944 року. У лютому 1945 року разом з майором ЗС КОНР Сергієм Свободою намагався врятувати залишки батальйонів РОА на Західному фронті. 28 березня 1945 року з групою солдатів та офіцерів РОА чисельністю близько 65 осіб здався американцям. 
Перебував в американській окупаційній зоні, не був репатрійований. Після 1945 року мешкав у Західній Німеччині. Помер у Мюнхені в 1950 році.